# Enzo Flego
Enzo Flego (Verona, 11 agosto 1940 – Verona, 8 aprile 2025) è stato un politico italiano.

## Biografia
Tra i fondatori della Liga Veneta, dal 1990 al 1993 ricoprì la carica di consigliere comunale a Verona.
Alle politiche del 1992 fu eletto alla Camera nelle liste della Lega Nord, ottenendo 2.847 preferenze; venne riconfermato alle politiche del 1994, quando, col sostegno del Polo delle Libertà, conseguì il 38,19% dei voti nel collegio uninominale di Verona Est. Non fu rieletto alle politiche del 1996.
Nel 1996 Flego, che all'epoca era il responsabile veronese delle cosiddette Camicie Verdi, rischiò l'espulsione per aver definito "un Caino" Fabrizio Comencini, allora segretario della Liga Veneta, la cui deposizione presso il procuratore della repubblica Guido Papalia aveva provocato l'irruzione della Digos nella sede centrale della Lega a Milano. Per questa vicenda lo stesso Flego subì degli strascichi giudiziari, con il rinvio a giudizio per l'accusa di costituzione di banda armata e associazione sovversiva.
Alle elezioni amministrative del 2007 tornò nel consiglio comunale veronese in rappresentanza della Lega Nord, restando in carica fino al 2012.
In contrasto con la linea politica seguita dal segretario Matteo Salvini, nel 2018 ha lasciato il partito e ha annunciato l'intenzione di collaborare con l'ex sindaco di Verona Flavio Tosi.